# Центральний автовокзал Берліна
Центральний автовокзал (нім. Zentrale Omnibusbahnhof, скорочено ZOB Berlin) розташований у берлінському районі Вестенд округу Шарлоттенбург-Вільмерсдорф. Був створений за ініціативи Густава Северіна (1903-2000), засновника Асоціації автобусних компаній Берліна, і введений в експлуатацію в травні 1966 року. Він замінив автовокзал для автобусних перевезень до Західної Німеччини, який був розташований на Штутгартер Плац з 1951 року.
Автовокзал використовується виключно для міжміських автобусних перевезень. Він має 35 автобусних зупинок, на яких зупиняються автобуси регулярних і нерегулярних рейсів. Центральний автовокзал Берліна є важливою точкою внутрішнього та міжнародного міжміського автобусного сполучення.

## Місцезнаходження
Автобусна станція знаходиться на західній околиці району Сіті Вест за адресою Мазуреналле 4-6, безпосередньо на Берлінській кільцевій дорозі та автобані A100, які проходить тут паралельно, у безпосередній близькості від виставкового центру. Станція швидкісної залізниці Messe Nord/ICC на Рінгбан (лінії S41/S42, S46) і станція метро Кайзердам на лінії U2 знаходяться приблизно за 300 і 350 метрів відповідно. Є пряме сполучення з автовокзалом через кілька автобусних ліній, які обслуговує Berliner Verkehrsbetriebe. З’єднання з центром міста здійснюється через лінію метро U2, станція якої розташована за два квартали північніше Кайзердамма. Час у дорозі звідси до станції Берлін-Зоологічний сад становить 8 хвилин, до Александерплац 28 хвилин.
Безпосередня близькість до автобану A100 та АФУС (fавтобану А115) позбавляє від тривалої подорожі через центр міста, яка часто буває в інших великих містах.

## Використання
З 2001 року автовокзал управляється компанією International Bus Station Operator Company (IOB), дочірньою компанією Berliner Verkehrsbetriebe.
Квитки продають і сама автостанція, і інші автобусні компанії дальнього сполучення, такі як Flixbus і Eurolines.
У 2012 році через автовокзал пройшло близько 64 000 автобусів з більш ніж 3,2 мільйонів пасажирів, у 2017 — близько 166 000 автобусів і 6 мільйонів пасажирів.
Центральним автовокзалом Берліна регулярно користуються близько 55 автобусних компаній. Автобусні лінії сполучають Берлін з багатьма частинами Європи. Завдяки географічному розташуванню Берліна, автовокзал відіграє особливу роль як ворота до Східної Європи. Важливість центрального автовокзалу для німецької столиці підсилюється його близькістю до Берлінського виставкового центру.
В 2021 року було знесено зал очікування автовокзалу, щоб до 2022 року облаштувати нову зону центрального входу.

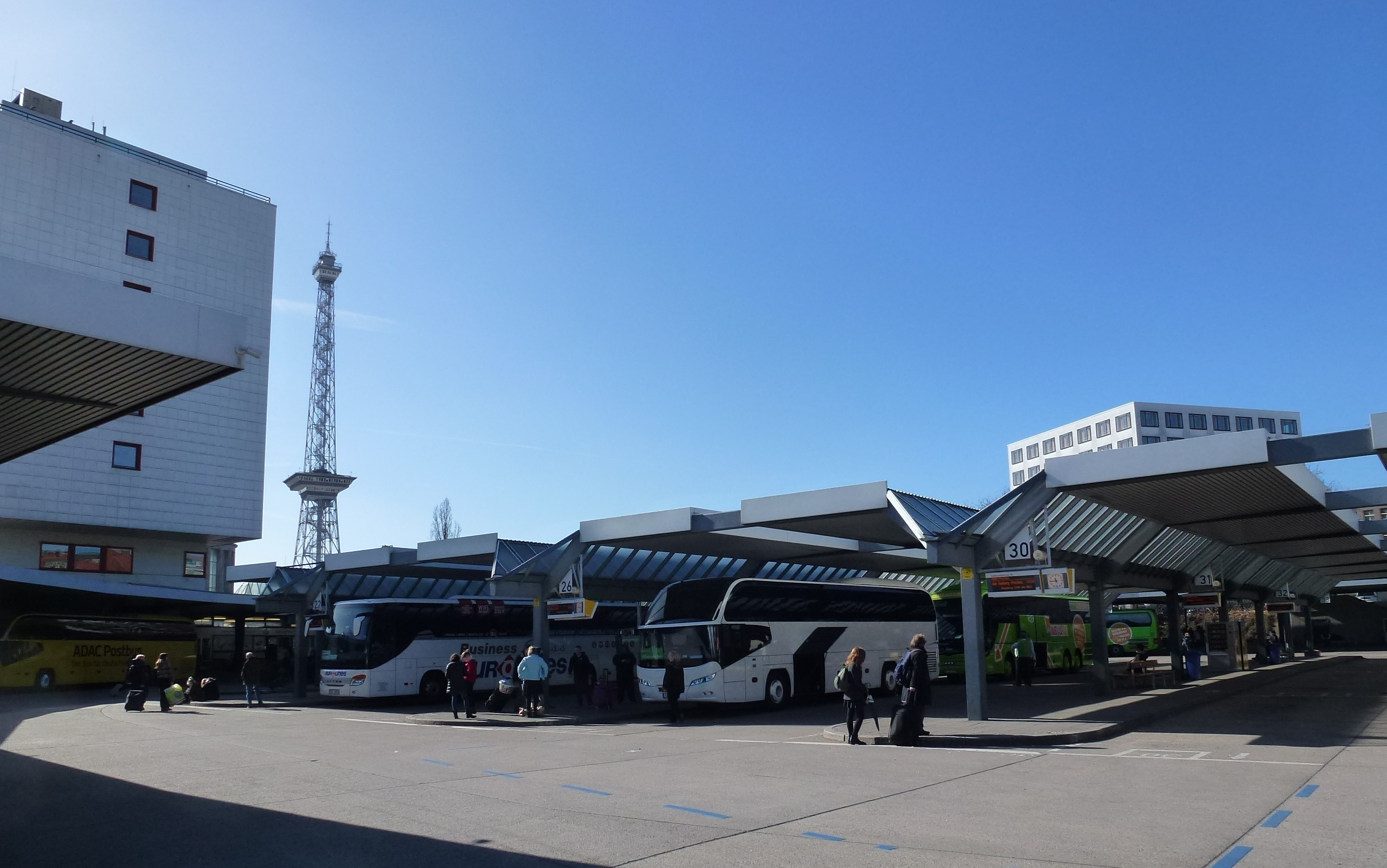
Автобусні платформи
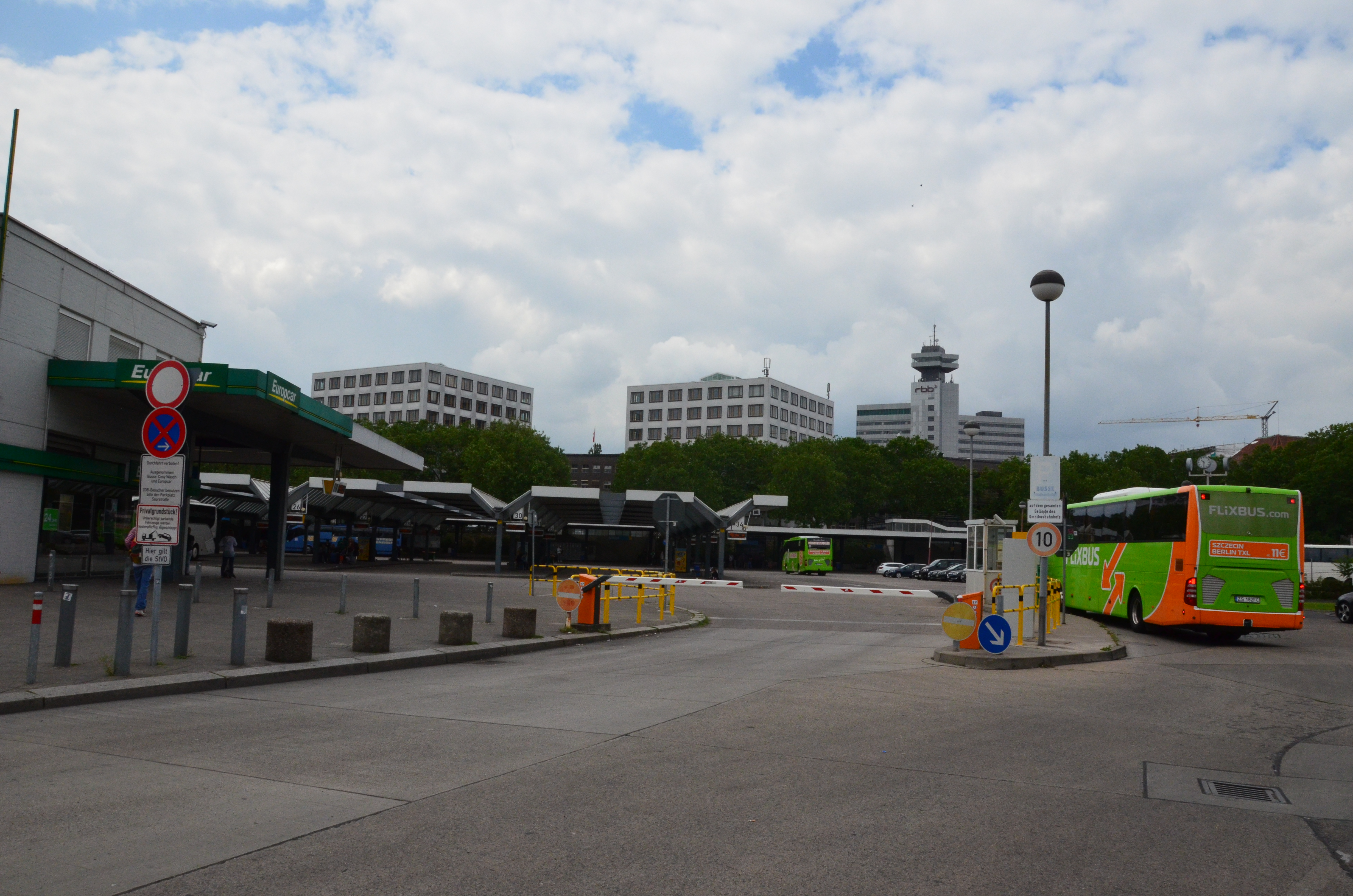
Вхід на автостанцію
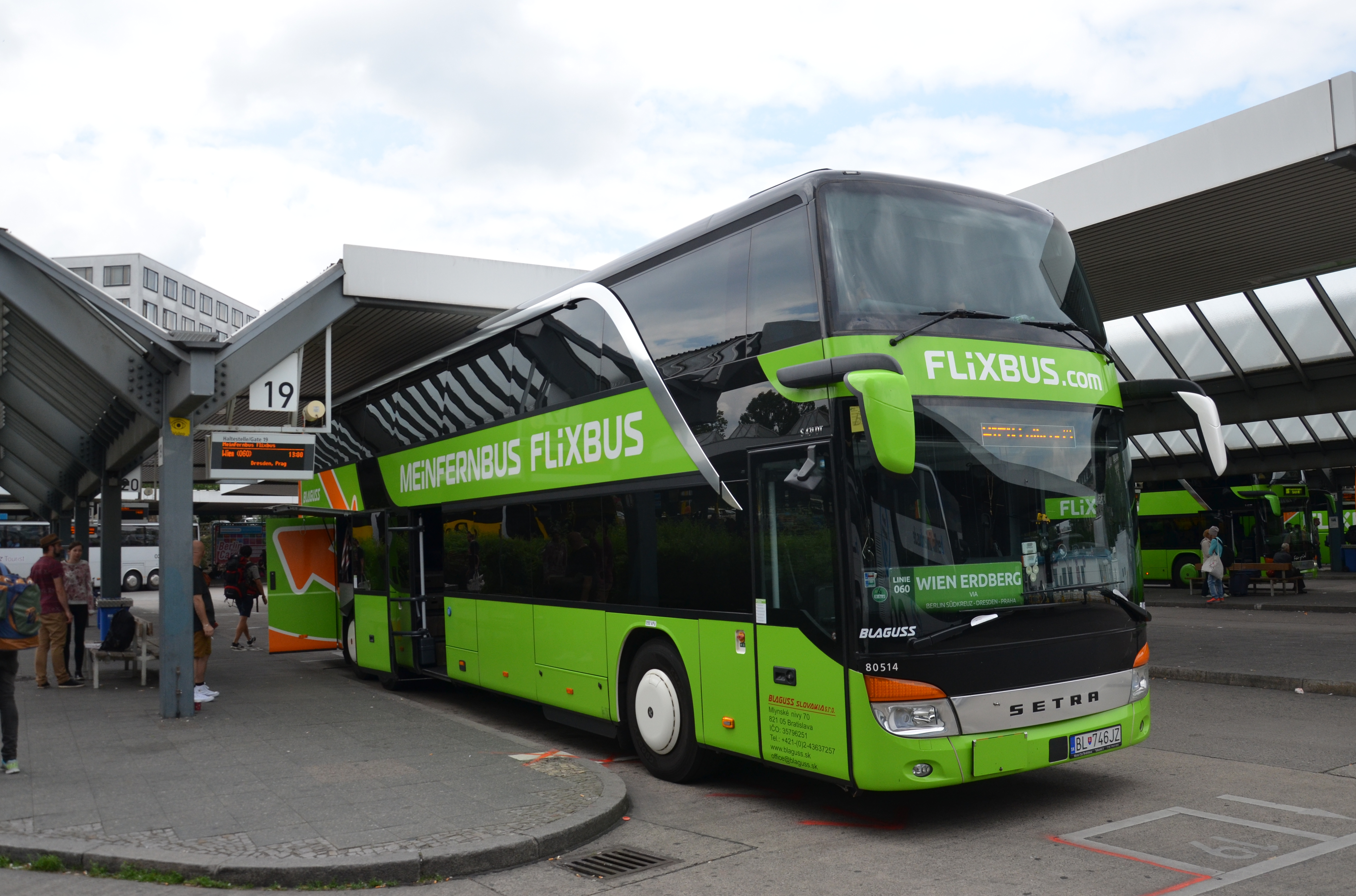
FlixBus на зупинці 19
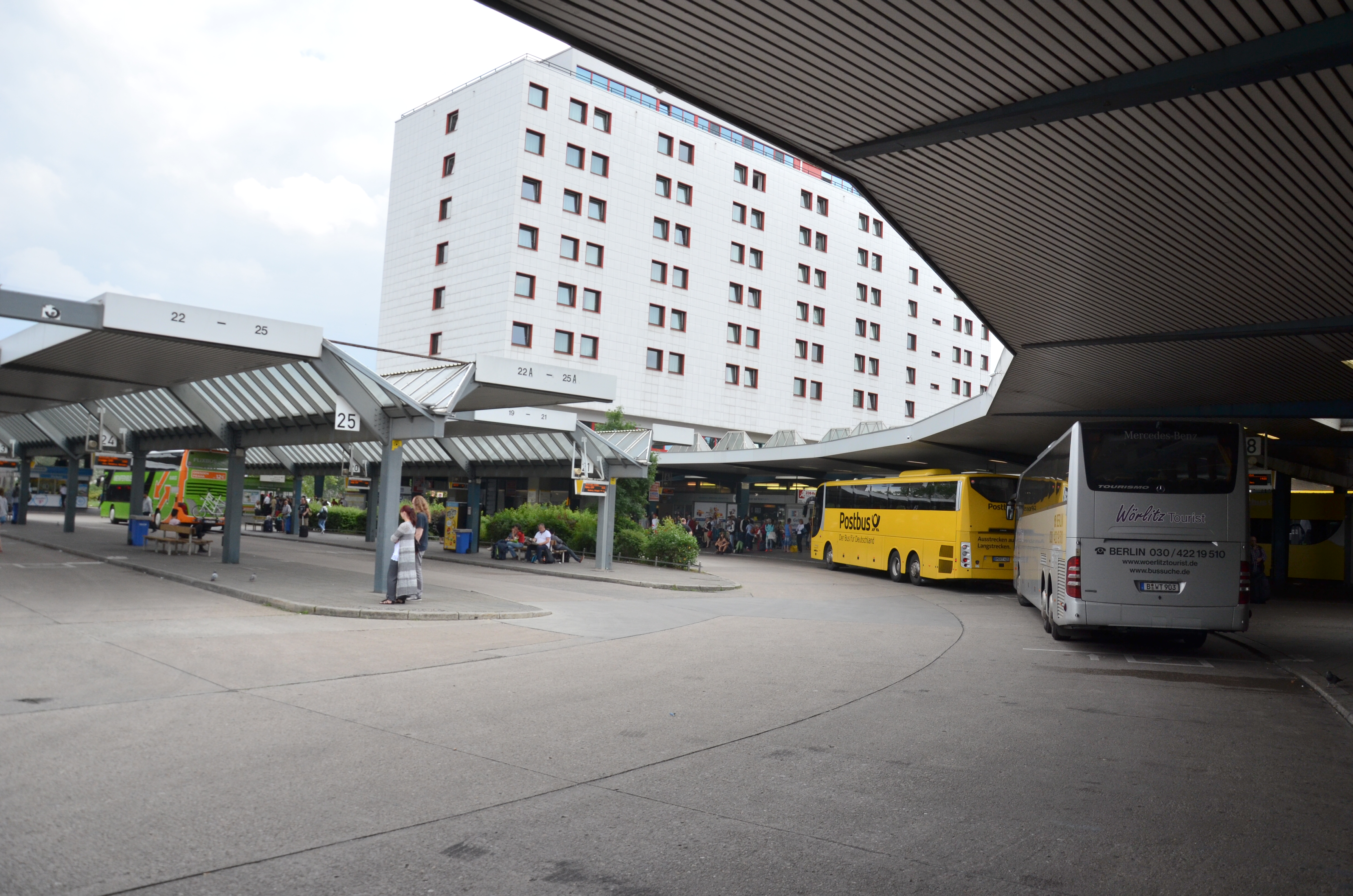
Стоп-вид 6-25
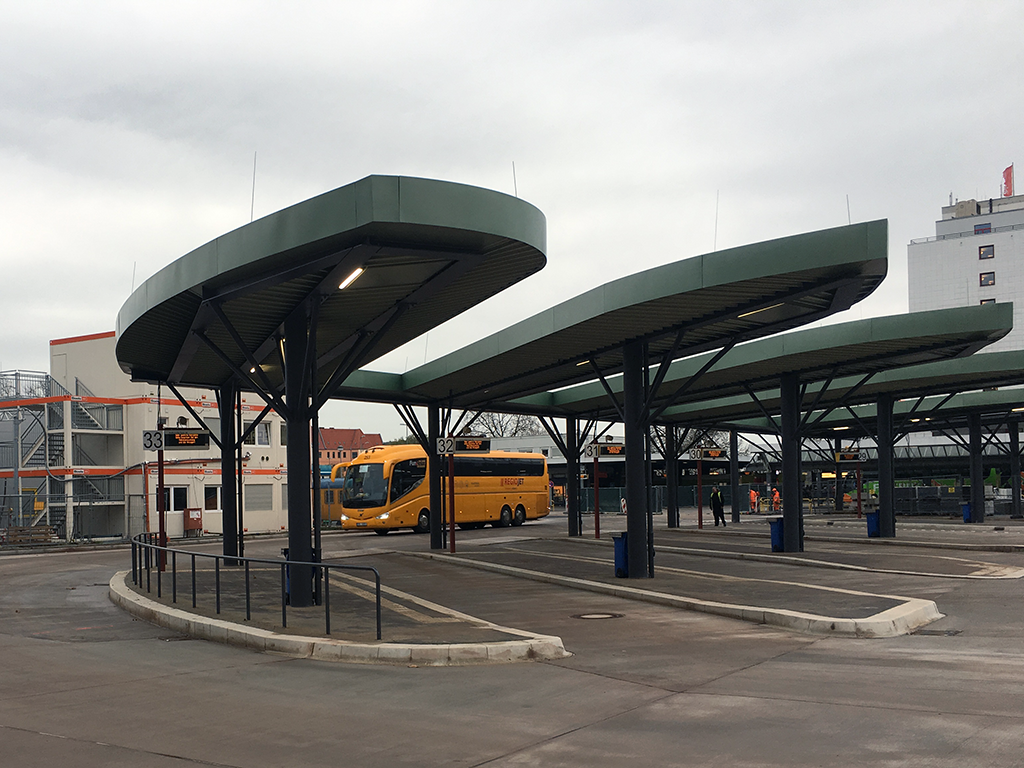
Нові зупинки площа 29–33 на колишній автобусній стоянці